# Ludvík Košek
Ludvík Košek (10. prosince 1916 Turnov – 13. července 1944 Malborough) byl český pilot 311. československé bombardovací perutě.

## Život

### Před druhou světovou válkou
Ludvík Košek se narodil 10. prosince 1916 v Turnově v rodině Josefa a Josefy Koškových. Vychodil pět tříd obecné školy, tři ročníky měšťanské školy a tři ročníky Všeobecné živnostenské školy pokračovací, kde se vyučil strojním zámečníkem. V roce 1936 se přihlásil do školy pro výchovu leteckého dorostu v Prostějově, v témže roce absolvoval i poddůstojnickou školu ve Kbelích. Dosáhl kvalifikace polního letce-střelce a hodnosti desátníka. Byl členem Sokola, hrál lední hokej za klub LTC Turnov a věnoval se i dalším sportům.

### Druhá světová válka
Po německé okupaci opustil Ludvík Košek v červenci 1939 Protektorát Čechy a Morava a přes Polsko se dostal do Francie, kde vstoupil do cizinecké legie. Po vypuknutí druhé světové války byl ze svazku uvolněn a v říjnu 1939 zařazen do letecké skupiny Československé armády v zahraničí. Do bitvy o Francii nezasáhl, v té době se podroboval výcviku v Chartres a Pau. Po jejím pádu v červnu 1940 se evakuoval do Spojeného království. Zde byl přijat do Royal Air Force a jako palubní střelec zařazen k 311. československé bombardovací peruti. První operační let absolvoval 14. října nad Le Havre. Jeho první operační nasazení skončilo 30. června 1941, následně byl přijat k pilotnímu výcviku, jehož část proběhla i v Kanadě. Během něj se oženil. Po jeho absolvování se 14. září 1942 vrátil k 311. peruti, kde se jako druhý pilot účastnil se protiponorkových hlídkových letů nad oceánem. První letu se zúčastnil 19. září, jako kapitán letadla začal létat po patřičném zaškolení mj. na Bahamách od dubna 1944. Dne 13. července 1944 a tedy v období bezprostředně po vylodění v Normandii odstartoval jako velitel stroje Consolidated B-24 Liberator GR Mk.V BZ717 L společně se dvěma jinými letouny k protiponorkovému a protilodnímu hlídkovému letu nad Lamanšským průlivem. Z důvodu špatného počasí byla mise přerušena. Při návratu se Ludvík Košek rozhodl sletět pod mraky a zorientovat se, vletěl ovšem do mlhy a narazil u města Malborough do svahu. Celá posádka zahynula. Pohřben byl na hřbitově Weston Mill v Plymouthu. Dosáhl hodnosti rotmistra.

## Ocenění

### Vyznamenání
- Československá medaile Za chrabrost před nepřítelem
- 4x Československý válečný kříž 1939, poslední v roce 1946 in memoriam

### Posmrtná ocenění
- Ludvík Košek byl v roce 1944 in memoriam povýšen do hodnosti poručíka a v roce 1991 do hodnosti plukovníka
- Do roku 1952 a v roce 1969 se v Turnově hrál hokejový turnaj pojmenovaný po Ludvíku Koškovi
- Po Ludvíku Koškovi byl v roce 2015 pojmenován nově postavený zimní stadion v Turnově[1], kde mu byla v roce 2016 odhalena i pamětní deska[2]